# Plagiogonus palea
Plagiogonus palea är en skalbaggsart som beskrevs av Vladimir Balthasar 1967. Plagiogonus palea ingår i släktet Plagiogonus och familjen Aphodiidae. Inga underarter finns listade i Catalogue of Life.